# Le Voyage d'Anna
Le Voyage d'Anna est un roman écrit par Henri Gougaud et paru en 2005.

## Synopsis
Prague est en guerre en 1620. Anna, jeune servante, sauve Jan, l'enfant de son maître qui vient d'être assassiné. Fuyant les flammes, Anna rencontre Simon, un ermite qui lui apprend l'amour et le silence. Mais un jour, la mère de Jan revient pour réclamer son enfant qu'elle avait abandonnée.